# صومعه باتالها
صومعه باتالها (به پرتغالی: Mosteiro da Batalha) یک صومعه دومینیکنی در شهرستان باتالها، استان تاریخی بیرا لیتورال، در منطقه مرکزی پرتغال است. این صومعه به نام اصلی و رسمی صومعه سنت مریم پیروزی (به پرتغالی: Mosteiro de Santa Maria da Vitória) شناخته می‌شود و به یادبود نبرد آلجوبروتا در سال ۱۳۸۵ بنا شده است و به عنوان کلیسای دفن خاندان سلطنتی آویس در قرن پانزدهم استفاده می‌شد. این صومعه یکی از بهترین و اصیل‌ترین نمونه‌های معماری گوتیک فلاویانت متأخر در پرتغال است که با سبک مانوئلین آمیخته شده است. این صومعه یک اثر تاریخی و فرهنگی است و در سال ۱۹۸۳ به عنوان یکی از میراث‌های جهانی یونسکو ثبت شد.

## تاریخچه
صومعه باتالها به منظور تشکر از مریم مقدس برای پیروزی پرتغالی‌ها بر کاستیل‌ها در نبرد آلجوبروتا در سال ۱۳۸۵ و در پی عملی کردن وعده شاه ژان اول پرتغال ساخته شد. این نبرد به بحران ۱۳۸۳–۱۳۸۵ پایان داد.
ساخت این صومعه بیش از یک قرن طول کشید و از سال ۱۳۸۶ آغاز و در حدود سال ۱۵۱۷ به پایان رسید و دوران حکومت هفت پادشاه را دربر گرفت. این کار نیاز به تلاش‌های گسترده‌ای داشت و از منابع انسانی و مادی فوق‌العاده‌ای استفاده شد. تکنیک‌ها و سبک‌های هنری جدیدی که تاکنون در پرتغال ناشناخته بودند، به کار گرفته شدند.
کار ساخت در سال ۱۳۸۶ توسط معمار پرتغالی آلفونسو دومینگوس آغاز شد که تا سال ۱۴۰۲ ادامه یافت. او طرح صومعه را تهیه کرد و بسیاری از ساختارهای کلیسا و صومعه نتیجه کار اوست. سبک او به‌طور اساسی گوتیک شعاعی بود؛ با این حال، تأثیراتی از دوره عمودی انگلیسی نیز در کارهای او دیده می‌شود. شباهت‌هایی با نمای کلیسای جامع یورک و ناو و ترانسپت کلیسای جامع کانتربری وجود دارد.
او توسط هوگت از سال ۱۴۰۲ تا ۱۴۳۸ جانشین شد. این معمار که احتمالاً اصالت کاتالانی داشت، سبک گوتیک شعله‌ور را معرفی کرد. این سبک در نمای اصلی، گنبد خانه فصل مربع، کلیسای بنیانگذار، ساختار اساسی کلیساهای ناقص و ناوهای شمالی و شرقی صومعه اصلی مشاهده می‌شود. او ارتفاع ناو را به ۳۲٫۴۶ متر افزایش داد. با تغییر نسبت‌ها، او باعث شد که داخل کلیسا حتی باریک‌تر به نظر برسد. او همچنین ترانسپت را تکمیل کرد، اما پیش از اتمام کلیساهای ناقص درگذشت.
در دوران حکومت آلفونسو پنجم پرتغال، معمار پرتغالی فرنائو دو اوورا ساخت و ساز را بین سال‌های ۱۴۴۸ و ۱۴۷۷ ادامه داد. او صومعه آلفونسو پنجم را اضافه کرد. او توسط معمار ماتئوس فرناندس بزرگ در دوره ۱۴۸۰–۱۵۱۵ جانشین شد. این استاد سبک مانوئلین بر روی ورودی کاپلاس ایمپرفیتاس کار کرد. همراه با دیوگو بوئیتاک معروف، او تراس‌های قوس‌های صومعه رویال را طراحی کرد. کار بر روی صومعه تا دوران حکومت ژان سوم پرتغال ادامه یافت و تریبون زیبای رنسانس در سال ۱۵۳۲ توسط ژوان دو کاستیلو اضافه شد. ساخت و ساز زمانی متوقف شد که پادشاه تصمیم گرفت تمامی تلاش‌های خود را صرف ساخت صومعه ژرونیموس در لیسبون کند.
زلزله ۱۷۵۵ خساراتی وارد کرد، اما آسیب بزرگ‌تری توسط نیروهای ناپلئونی مارشال ماسنا در سال‌های ۱۸۱۰ و ۱۸۱۱ وارد شد که این مجموعه را غارت و سوزاندند. زمانی که دومینیکن‌ها در سال ۱۸۳۴ از این مجموعه اخراج شدند، کلیسا و صومعه رها شده و به ویرانه تبدیل شدند.
در سال ۱۸۴۰، شاه فردیناند دوم پرتغال برنامه بازسازی این صومعه ویران شده را آغاز کرد و این جواهر معماری گوتیک را نجات داد. این بازسازی تا اوایل قرن بیستم ادامه یافت. یکی از آخرین معماران، استاد سنگ‌تراش خوزه پاتروسینیو دو سوسا بود که مسئول بازسازی صومعه بود. این صومعه در سال ۱۹۰۷ به عنوان یک اثر ملی اعلام شد و در سال ۱۹۸۰ به موزه تبدیل شد.
صومعه باتالها در سال ۱۹۸۳ توسط یونسکو به فهرست میراث جهانی اضافه شد.

## معماری
نمای غربی، که به میدان بزرگی با تندیس اسب‌سوار ژنرال نونو آلوارز پریرا روبرو است، توسط پشت‌بندها و ستون‌های عظیم به سه بخش تقسیم شده است: کلیسای بنیان‌گذار (Capelo do Fundador)، دیوار جانبی یک راهرو و ورودی برجسته. در سمت راست این نما، کلیساهای ناتمام (Capelas Imperfeitas) قرار دارند که یک ساختار هشت ضلعی جداگانه است که به مجموعه اضافه شده است.
در سمت شرقی، کنار گروه کر کلیسا، اتاق فصل (Sala do Capítulo) قرار دارد. صومعه شاه ژوائو اول در کنار کلیسا و این اتاق فصل قرار دارد. ساختار به صومعه شاه آلفونسو پنجم (Claustro de D. Afonso V) ادامه می‌یابد. در سمت شمالی مجموعه، مقبره سرباز گمنام از جنگ جهانی اول قرار دارد.
ورودی مجموعه دارای آرک‌ولتی است که شامل تعداد زیادی از ۷۸ تندیس است که در شش ردیف تقسیم شده‌اند، از پادشاهان عهد عتیق، فرشتگان، پیامبران و قدیسان، هرکدام زیر یک بالداکین. روی هر طرف از اسپلایس‌ها (نسخه‌های کپی نامرغوب) تندیس‌های حواریون قرار دارند که یکی از آن‌ها روی شیطانی زنجیرشده ایستاده است. تیمپانوم (نقش برجسته) مسیح را در حال نشستن بر تخت و زیر یک بالداکین نشان می‌دهد که توسط چهار انجیل‌نویس احاطه شده است، هر کدام با ویژگی خاص خود.